# Algot Götreksson
Algot Götreksson är en svensk sagokung, förmodad kung av Västergötland, son till Götrek Götsson. Hans hustru heter Alof Olafsdotter, dotter till Närkes kung Olaf den klarsynte (hin skygne). Han gifter bort sin dotter Göthild Algotsson med Ingjald Illråde och dödas senare av denne.